# Список слов'янських богів

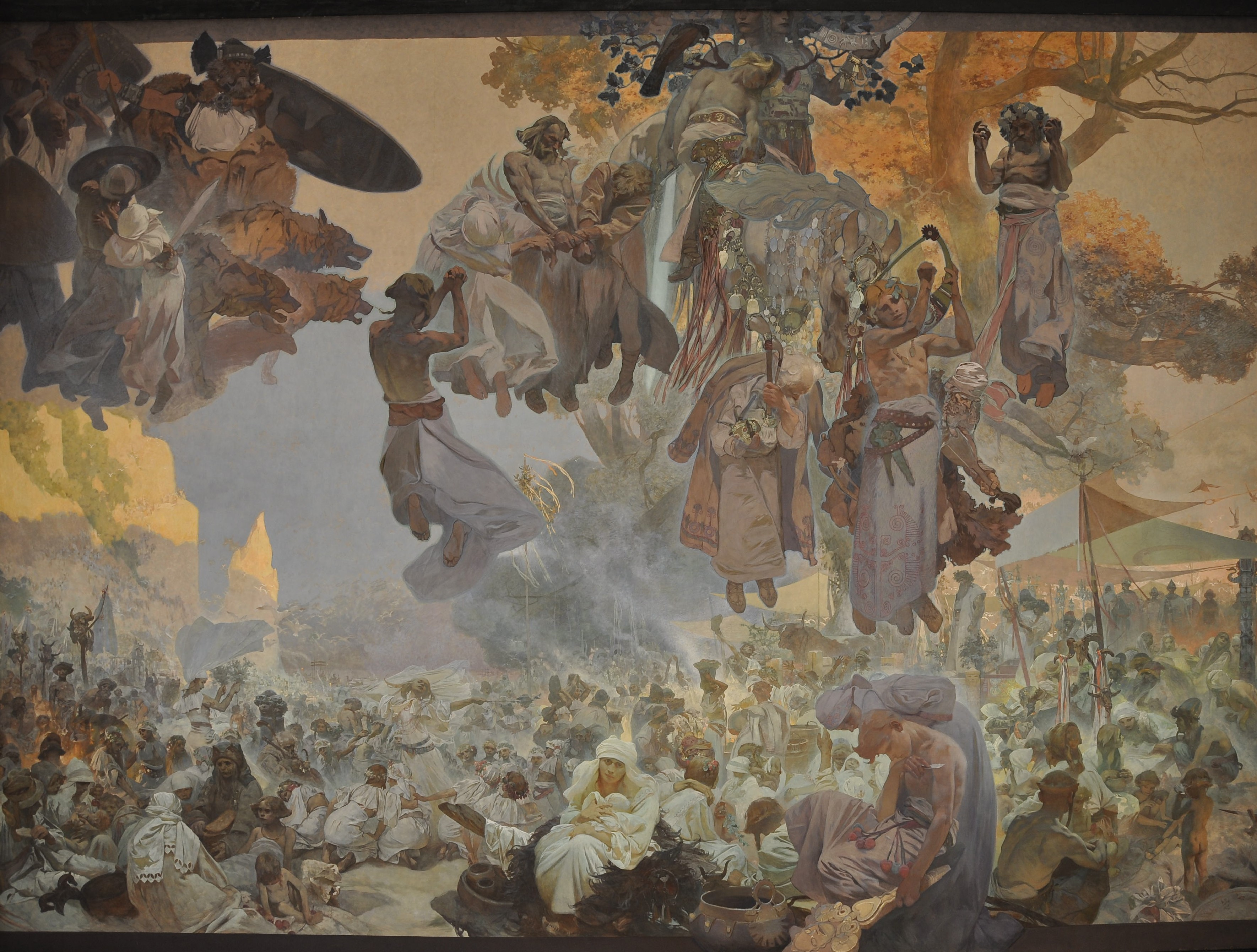
Свято Святовита. Картина Альфонса Мухи, 1912 р.

Цей список містить перелік персонажів і істот давнього слов'янського язичництва: богів, богинь, персоніфікацій та чудовиськ.

## Верховні боги
- Перун, у балтів Перкунас, Прове — первісно бог неба та грози, податель дощу. Пізніше — покровитель війни, воїнів і князівської влади. В Київській Русі у IX—X ст. вшановувався як головний бог. Його іменем закріплювалися клятви київських дружинників. За християнської доби його замінює святий Ілля.
- Род — гіпотетично, уособлення роду і предків. Можливо найголовніший Бог. Відомостей збереглося мало.
- Святовит — головне божество у західних слов'ян, покровитель грози, дощу, війни та ворожінь. Можливо, вшановувався на заході Київської Русі (див. Збручанський ідол).
- Руєвіт — у полабських слов'ян подібний до Перуна, покровитель воїнів і багатого врожаю.
- Ярило — у східних слов'ян, імовірно, не окремий бог, а уособлення весняного сонця чи одна з іпостасей Перуна. В балтійських слов'ян відомий як Яровит і відіграє функції близькі до Перуна: покровитель гроз, дощу, перемог, і водночас володар зелені й плодів.
- Велес у східних слов'ян — бог достатку, зокрема підземних багатств; володар світу мертвих — у цілому всього, що сховане під землею чи невидиме. За християнської доби його замінює святий Власій.
- Триглав — західнослов'янський бог-володар світу, який щоночі бореться зі злом.
- Сварог — бог вогню, покровитель ковальства.
- Сварожич — західно- і східнослов'янський бог вогню і війни.
- Радогаст — бог торгівлі та мореплавства у західних слов'ян.
- Дажбог — бог Сонця та добробуту.

## Малі боги
- Хорс — бог небесних світил, найчастіше Місяця.
- Стрибог — бог вітрів.
- Симаргл — вісник богів, божественний охоронець, що зображався в подобі крилатого собаки.
- Переплут — гіпотетичний бог удачі, випадку.
- Мокош (Мокоша) — богиня родючості, покровителька прядіння та ткацтва. За християнської доби її замінює Параскева П'ятниця.
- Білобог — бог дня, творець усього доброго. Можливо, інше ім'я чи іпостась Святовита, чи уособлення добра.
- Чорнобог — бог ночі, творець усього злого. Можливо, не бог, а уособлення зла.
- Жи́ва — західнослов'янська богиня родючості, покровителька жінок.
- Дабог — у південних слов'ян міфологізований земний правитель, обожений цар.

## Календарні персонажі
Уособлення календарних явищ або понять, які вшановувалися на свята.
- Ярило — уособлення весняного сонця, пробудження природи після зими.
- Кострома, Кострубонька — весняно-літнє уособлення родючої сили землі, в ролі якої виступала молода дівчина або солом'яне опудало. В українців відомий чоловічий аналог — Коструб.
- Кукер — у південних слов'ян чоловіче втілення родючості, зображуване як чоловік у рогатій масці та з великим фалосом.
- Коляда — уособлення циклу завершення старого року та початку нового.
- Купало — покровитель кохання, пов'язаний із днем літнього сонцестояння.
- Овсень — персонаж, пов'язаний зі святкування Нового року, уособлення майбутнього врожаю.
- Мороз — уособлення морозу, що «сковує» водойми. Фігурує в обрядах напередодні Різдва.

## Пантеон Володимира Великого
Шестеро богів, культ яких київський князь Володимир Великий проголосив загальноруським у 980 році. Їхнє святилище з ідолами стояло в Києві на одному з пагорбів.
| Ім'я    | Зображення | Функції                                                                   |
| ------- | ---------- | ------------------------------------------------------------------------- |
| Перун   |            | Бог неба та грози, податель дощу, покровитель князів і дружинників, війни |
| Хорс    |            | Бог небесних світил (найвірогідніше Місяця)                               |
| Дажбог  |            | Бог Сонця, достатку та врожаю                                             |
| Стрибог |            | Бог вітрів                                                                |
| Симаргл |            | Посланець інших богів, божественний охоронець                             |
| Мокоша  |            | Богиня родючості                                                          |

## Персонажі нижчої міфології
- Заложні мерці — збірна назва людей, що померли неприродною смертю чи вели негідне життя і тому після смерті шкодять людям.
  - Русалка — потопельниця, іноді мрець взагалі, що може топити людей, лоскотати їх до смерті, збиткуватися.
  - Мавка, майка — утоплениця або дівчинка, що померла нехрещеною, часто намагається вбити живих. Вирізняється відсутністю плоті на спині.
  - Потерча — дитина, що померла нехрещеною або загинула до певного віку (зазвичай 7-ми років).
  - Берегиня — різновид русалки, потопельниця, що мешкає біля берега. В сучасній культурі — жіночий дух-охоронець домівки (через асоціації зі словом «берегти» замість «берег»).
  - Упир — мрець, який повстає з могили, щоб пити кров живих.
- Діди — в білорусів і почасти українців духи предків, прихильні до своїх живих нащадків.
- Чорт, біс, дідько — злий дух, що поєднує риси людини й тварини. Всіляко збиткується з людей, заплутує їх, підбурює до злих вчинків. Чортам часто приписується покарання грішників у пеклі.
- Віла — у південних слов'ян дух-охоронниця рослин, помічниця пастухів у подобі прекрасної невагомої дівчини. При цьому ж шкодить тим, кому заздрить.
- Анчутка — російський різновид чорта, чортеня.
- Змій — чудовисько, багатоголова змія чи дракон, на яку перетворюється змія, риба, що дуже довго жила; або народжений жінками та вілами від іншого змія. Може перетворюватися на тварин, вродливого юнака, блукаючий вогонь. Мешкає у водоймах, криницях, печерах. Змій викрадає дівчат і жінок, висмоктує в них кров і молоко, насилає негоду.
- Двоєдушник, у Карпатах босоркун — перевертень, людина, здатна перетворюватися на тварину чи предмет у карпатських і південних слов'ян.
- Вовкулака — чаклун-перевертень, здатний перетворюватися на вовка.
- Лихоманка, трясовиця — жіночий дух, що вселяється в людину і спричиняє хвороби.
- Вітер, вихор — дух, який спричиняє вітри, вихори. Подібно поводиться віла в південних слов'ян, повітруля, вітрениця, вітреник у Карпатах.
- Нічниці — нічні демониці, що мучать людей уві сні, збиткуються з дітей, змушують їх плакати.
- Перелесник — демон у вигляді вогню, блискавки, що відвідує самотніх жінок, видаючи себе за їхніх чоловіків.
- Богинки — в західних слов'ян духи в подобі потворних жінок, які викрадають дітей і підміняють їх своїми, забирають вагітних жінок, мучать худобу.
- Злидні — духи, що спричиняються скруту, бідність.
- Кікімора — жіночий персонаж росіян і білорусів, невидимий дух, який живе в житлі людини та в інших будівлях, збиткується з людей, іноді виконує за них роботу.
- Рожаниці — духи-покровительки родючості худоби та промислових звірів, а також породіль. Гіпотетично — богині долі.
- Полудниця — жіночий дух, який нападає на людей у полі чи на вулиці опівдні, уособлення сонячного удару.
- Домовик — дух-покровитель будинку, що допомагає господарям або, якщо розгніваний чи вередливий — шкодить їм. Споріднені персонажі дворовик — дух-господар двору, овинник — дух-господар вівчарні, банник — дух-господар лазні в росіян та білорусів.
- Водяник — дух-господар річок та водойм, повелитель риб, повеней.
- Лісовик, у поляків Борута — дух-господар лісу, що піклується про звірів, може змусити людину блукати.
- Польовик — дух-покровитель поля.
- Блуд — дух, який збиває зі шляху, змушує блукати.
- Баба Яга — стара чаклунка, людоїдка з казок, що живе в лісі в «хатинці на курячих ніжках» та влаштовує випробування казковим героям; в разі успіху нагороджує їх. Імовірно, образ походить від жриць, які проводили ритуали посвячення.
- Сира-Земля Мати — уособлення родючої землі, що породжує рослини та приймає в себе померлих.
- Осилки — велетні-богатирі у східних слов'ян, яким приписувалося прокладення річок, встановлення скель.
- Доля — уособлення щастя. Її антипод — Недоля, Лихо.
- Караконджала — у південних слов'ян водяний демон, що поєднує людські й тваринні риси. Караканджали знущаються з людей, заманюють їх на тонкий лід.
- Кощій — злий чаклун із казок, який викрадає дівчат і жінок, а його смерть схована в потаємному предметі. Гіпотетично — давній бог холоду. Образ імовірно походить від розпорядника шлюбних ритуалів.
- Планетники — в південних слов'ян духи, що керують рухом хмар, вітром, погодою взагалі.
- Підмінок — потворна, ненажерлива дитина, якою злі духи підміняють викрадених дітей.
- Суд, Усуд — персонаж, який визначає долю людини. Залежно від його дій у своїх хаті народжуються або багаті, або бідняки.
- Судениці — зазвичай три сестри, що визначають долю людини при народженні.
- Тодороці — в сербів коні з людськими головами чи вершники, котрі карають уночі людей, які не дотримуються посту.
- Шулікуни — в північних росіян демониці, пов'язані з вогнем. Печуть перехожих розпеченими сковорідками чи гаками, крутять п'яних, обкрадають будинки.

## Книжні персонажі
Персонажі, що виникли у пізніх джерелах унаслідок хибних трактувань імен або запозичень, і помилково зараховувалися до давньослов'янських.
- Лада — богиня весни, покровителька шлюбу та кохання. Описувалася як богиня радянськими дослідниками.
- Троян — персонаж-символ античності в «Слові о полку Ігоревім». В інших джерелах він згадується разом із давніми богами. Можливо, походить від римського імператора Траяна, що мав статус бога.
- Дій — варіант імені давньогрецького бога Зевса в давньоруських повчаннях проти язичництва.
- Сирин, Алконост, Гамаюн — міфічні птахи, чий образ запозичено з античної літератури.
- Індрик-звір — «цар звірів», величезний підземний звір. Назва походить від спотвореної назви єдинорога.